# Педли, Лесли
Лесли Педли (англ. Leslie Pedley, 1930) — австралийский ботаник.

## Биография
Лесли Педли родился в 1930 году.
В 1971—1972 годах он был сотрудником по связи с Королевскими ботаническими садами Кью. Педли внёс значительный вклад в ботанику, описав множество видов семенных растений.

## Научная деятельность
Лесли Педли специализируется на семенных растениях. Он занимается изучением растений рода Акация.

## Почести
В его честь были названы следующие виды растений:
- Ptilotus pedleyanus Benl & H.Eichler[4]
- Androcalva pedleyi (Guymer) C.F.Wilkins & Whitlock[5]
- Racosperma pedleyi (Tindale & Kodela) Pedley[6]
- Diploglottis pedleyi S.T.Reynolds[7]
- Commersonia pedleyi Guymer[8]